# Boğazkale
Boğazkale és una ciutat i un districte de la província de Çorum, a la regió de la mar Negra de Turquia. Es troba a 87 km de la ciutat de Çorum. La població de la vila, sense el conjunt del districte, és d'uns 1.500 habitants.
Antigament coneguda com a Boğazköy o Boghazköy, aquest petit poble (bàsicament un carrer de botigues) s'assenta en una àrea rural a la carretera de Çorum a Yozgat. Boğazkale és conegut per ser la ubicació de les antigues ciutats hitites d'Hattusa i Yazılıkaya i la zona atrau visitants durant l'estiu. Prop dels indrets històrics, hi ha restaurants i llocs de venda d'artesania local.
Donat el seu ric patrimoni històric i arquitectònic, Boğazkale és un membre de l'European Association of Historic Towns and Regions (EAHTR), amb seu a Norwich.
Boğazköy (Hattusa) és a la llista de Patrimoni de la Humanitat de la UNESCO des del 1986.

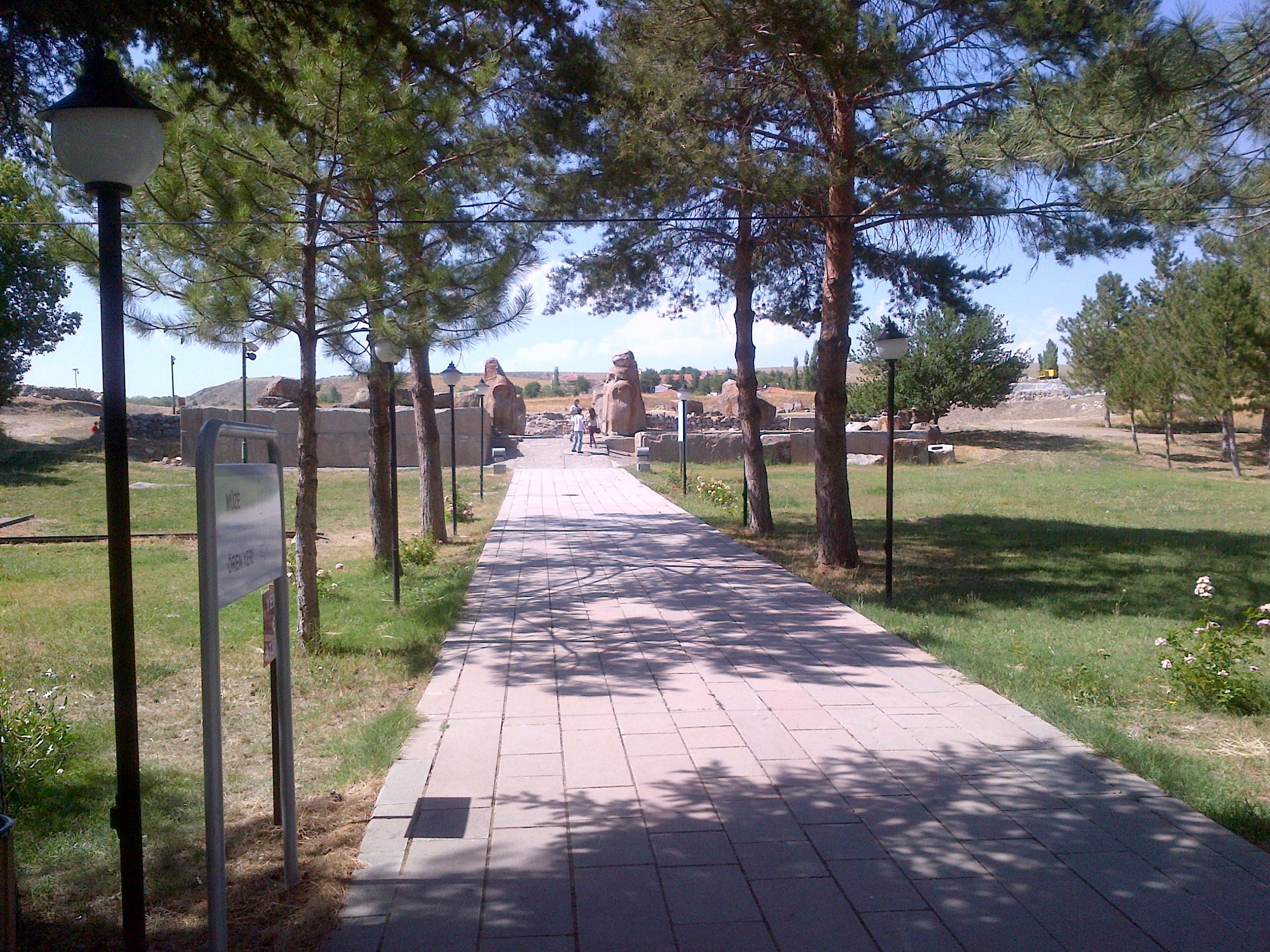
L'entrada a les ruïnes hitites d'Alacahöyük, a Boğazkale.